# Rick Barker

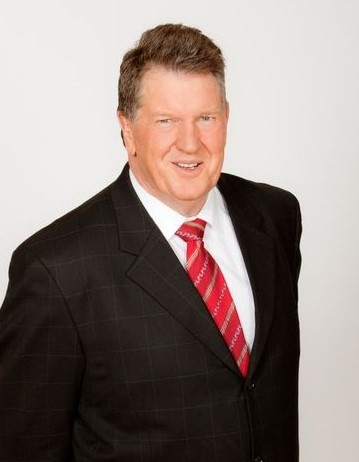
Rick Barker (2011)

Richard John „Rick“ Barker (* 27. Oktober 1951 in Greymouth, West Coast, Neuseeland) ist ein neuseeländischer Politiker der New Zealand Labour Party (NZLP), der unter anderem von 1993 bis 2011 Mitglied des Repräsentantenhauses sowie mehrmals Minister war.

## Leben

### Gewerkschaftsfunktionär und Abgeordneter
Barker begann nach dem Besuch der High School in Greymouth ein Studium an der University of Otago. Er arbeitete als Verkäufer, Barmann, Lagerhausmitarbeiter, Farmhelfer, Fernfahrer und Fabrikarbeiter sowie als Arbeiter in einem Steinbruch. Daneben begann er sein Engagement als Gewerkschaftsfunktionär wie zum Beispiel als Sekretär der Hotelangestellten-Gewerkschaft in der Region Otago sowie als Sekretär der Hotel-, Pensions- und Restaurantangestellten-Gewerkschaft für Auckland und die Nordinsel. 1973 trat er der Labour Party als Mitglied bei und war später Nationalsekretär der Dienstleistungsgewerkschaft (Service Workers’ Union) sowie Exekutivmitglied des Nationalrates der Gewerkschaften und Arbeiterföderationen NZCTU (New Zealand Council of Trade Unions).
Am 6. November 1993 wurde Barker für die Labour Party erstmals zum Mitglied in das Repräsentantenhaus gewählt und vertrat in diesem bis zum 12. Oktober 1996 zunächst den Wahlkreis Hastings. Während dieser Zeit war er Mitglied des Ausschusses für staatliche Unternehmen. Er wurde am 12. Oktober 1996 im Wahlkreis Tukituki wieder zum Mitglied des Repräsentantenhauses gewählt und vertrat den Wahlkreis bis zum 17. September 2005. Zunächst war er zwischen 1996 und 1999 stellvertretender Parlamentarischer Geschäftsführer der oppositionellen Labour Party (Junior Opposition Whip) und gehörte als solcher vom 4. März 1997 bis zum 19. Oktober 1999 auch dem Ausschuss der parlamentarischen Funktionsträger an. Anschließend war er zwischen 1999 und 2002 leitender stellvertretender Parlamentarischer Geschäftsführer der nunmehr regierenden Labour Party (Senior Government Whip) und gehörte in der Funktion auch dem Geschäftsordnungsausschuss des Repräsentantenhauses an.

### Minister und stellvertretender Parlamentspräsident

#### Zweites Kabinett Clark 2002 bis 2005
Am 15. August 2002 wurde Barker von Premierministerin Helen Clark als Minister für Zölle (Minister of Customs) in deren zweites Kabinett berufen, dem er bis zum 19. Oktober 2005 angehörte. Während dieser Zeit war er zwischen dem 15. August 2002 und dem 19. Oktober 2005 zugleich auch Beigeordneter Justizminister sowie vom 15. August 2002 bis zum 19. Mai 2003 zudem Beigeordneter Minister für soziale Dienste und Beschäftigung. Er gehörte daneben vom 27. August 2002 bis zum 18. Juni 2003 dem Parlamentsausschuss für Kommunalverwaltung und Umwelt als Mitglied an und war des Weiteren zwischen dem 19. Mai 2003 und dem 19. Oktober 2005 sowohl Minister für die Gerichte (Minister for Courts) als auch Beigeordneter Minister für soziale Entwicklung und Beschäftigung. Darüber hinaus gehörte er zwischen dem 8. Oktober 2003 und dem 3. März 2004 dem Parlamentsausschuss für soziale Dienste als Mitglied an.
Im zweiten Kabinett Clark war er zudem vom 24. August 2004 bis zum 19. Oktober 2005 Minister für das Gemeinwesen und das Ehrenamt (Minister for the Community and Voluntary Sector) sowie kurzzeitig zwischen dem 3. November und dem 21. Dezember 2004 Jugendminister (Minister of Youth Affairs). Darüber hinaus bekleidete er vom 21. Dezember 2004 bis zum 19. Oktober 2005 das Amt des Ministers für Kleinunternehmen (Minister for Small Business).

#### Drittes Kabinett Clark 2005 bis 2008
Bei den Wahlen am 17. September 2005 wurde Barker auf der Liste der Labour Party wieder zum Mitglied des Repräsentantenhauses gewählt und gehörte diesem nunmehr bis zum 26. November 2011 an.
Kurz darauf wurde er am 19. Oktober 2005 auch in das dritte Kabinett von Premierministerin Helen Clark berufen und war bis zum 19. November 2008 in Personalunion Minister für Zivilverteidigung (Minister of Civil Defence), Minister für die Gerichte, Innenminister (Minister of Internal Affairs) sowie des Weiteren Minister für Veteranen (Minister of Veterans’ Affairs). Darüber hinaus fungierte er zwischen dem 5. November 2007 und dem 19. November 2008 als Beigeordneter Justizminister.

#### Stellvertretender Parlamentspräsident 2008 bis 2011
Nach der Wahlniederlage der Labour Party bei den Wahlen vom 8. November 2008 war er zwischen dem 20. November 2008 und dem 26. November 2011 Sprecher seiner Fraktion für die Gerichte sowie für Veteranenangelegenheiten. Zugleich wurde Barker am 9. Dezember 2008 Assistant Speaker und damit stellvertretender Präsident des Repräsentantenhauses. Diese Funktion hatte er bis zum 5. April 2011 inne und gehörte daneben zwischen dem 9. Dezember 2008 und dem 19. Mai 2011 dem Parlamentsausschuss für Recht und Gesetz an.
Zuletzt war Barker nach Beendigung seiner Funktion als stellvertretender Parlamentspräsident vom 5. April bis zum 20. Oktober 2011 Parlamentarischer Geschäftsführer der oppositionellen Labour-Fraktion (Chief Opposition Whip). Daneben war et zwischen dem 6. April und dem 20. Oktober 2011 auch Mitglied des Parlamentsausschusses für Unternehmen sowie des Geschäftsordnungsausschusses des Repräsentantenhauses.
Barker ist mit Jennifer Barker verheiratet und Vater von drei Kindern und Stiefvater von zwei weiteren Kindern.

## Weblink
- Eintrag auf der Homepage des Neuseeländischen Parlaments